# Caracara tellustris
Caracara tellustris (каракара ямайська) — вимерлий вид хижих птахів птахів родини соколових (Falconidae). Описаний у 2008 році за викопними рештками, знайденими в Печері Скелетів на півдні острова Ямайка в Карибському морі.

## Опис
Ямайські каракари жили в сухих тропічних лісах на півдні Ямайки. Вони мали великі розміри тіла, однак невеликі крила, що вказує на їх переважно наземний спосіб життя. Можливо, вони були нелітаючими птахами. Ямайські каракари вели спосіб життя, подібний до сучасних африканських птахів-секретарів. Ймовірно, ці птахи вимерли після колонізації острова палеоіндіанцями, під час четвертинного вимирання, однак популяція могла зберегтися і дожити до європейської колонізації острова, після чого знищення природного середовища і хижацтво з боку інтродукованих тварин привели ямайських каракар до вимирання, перед тим як вони могли бути описані натуралістами.